# IC 1489
IC 1489 ist eine Spiralgalaxie vom Hubble-Typ S im Sternbild Aquarius auf der Ekliptik. Sie ist schätzungsweise 439 Millionen Lichtjahre von der Milchstraße entfernt.
Das Objekt wurde am 4. November 1891 von Stéphane Javelle entdeckt.